# IC 5233
IC 5233 ist eine Spiralgalaxie vom Hubble-Typ Sa im  Sternbild Pegasus am Nordsternhimmel. Sie ist schätzungsweise 339 Millionen Lichtjahre von der Milchstraße entfernt.
Das Objekt wurde am 13. Oktober 1903 von  Stéphane Javelle entdeckt.